# Ragnar Sohlman
Ragnar Sohlman (Stoccolma, 26 febbraio 1870 – Solna, 9 luglio 1948) è stato un manager svedese, esecutore testamentario di Alfred Nobel e creatore della Fondazione Nobel.

## Biografia
Ragnar Sohlman nacque a Stoccolma da August Sohlman, un noto giornalista e da Hulda Maria Sandeberg. Nel 1887, si iscrisse al Reale Istituto di Tecnologia di Stoccolma e si laureò in ingegneria chimica nel 1890. 
Nel 1893 divenne l'assistente presso Sanremo di Alfred Nobel, che dal 1895 lo nominò esecutore testamentario insieme a Rudolf Lilljequist. 
Nel testamento era scritto: 
(Alfred Nobel, Testamento datato Parigi, 27 novembre 1895)

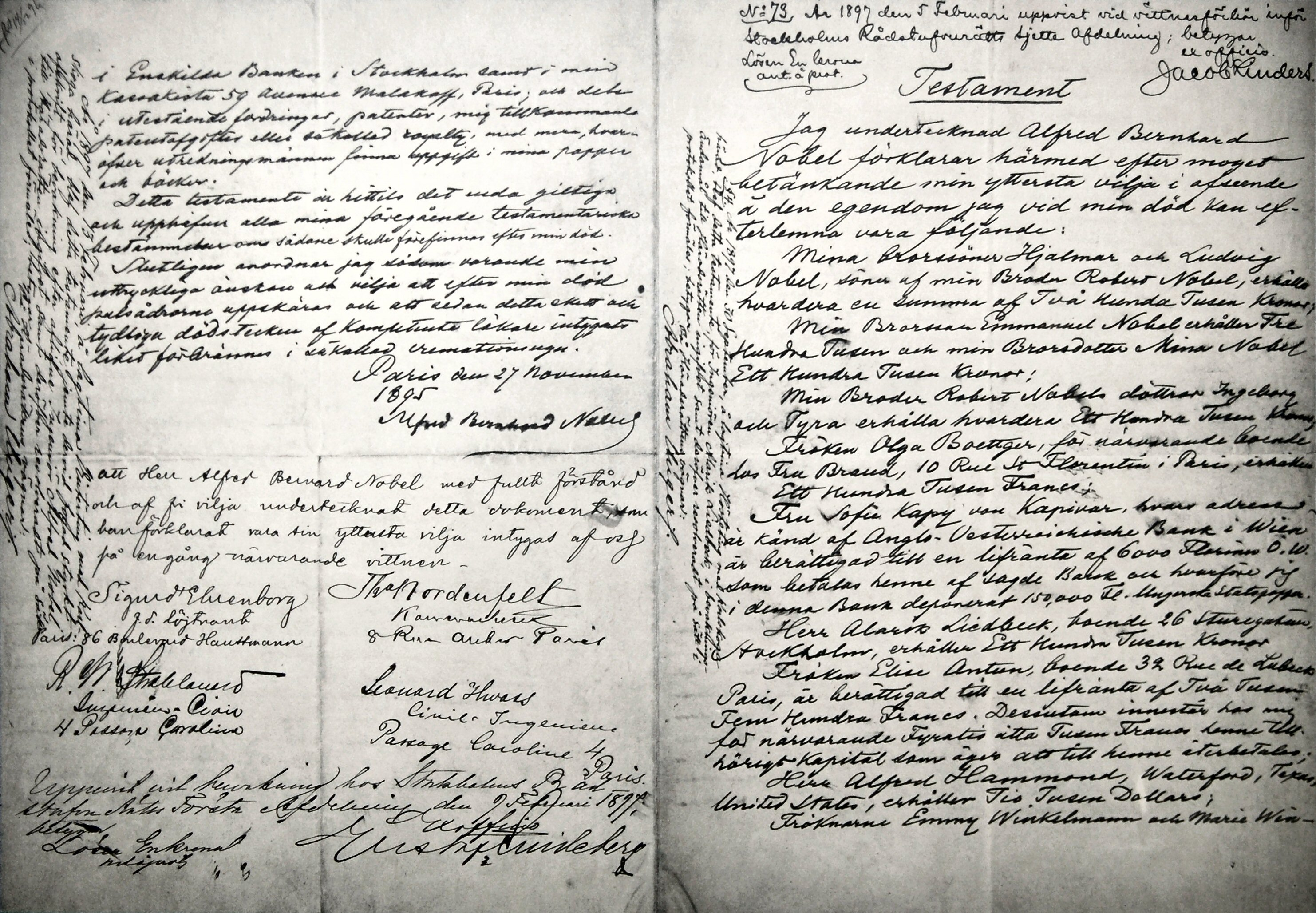
Il testamento di Alfred Nobel datato 25 Novembre 1895

La somma di 100˙000 Corone era una cifra molto significativa in quel tempo e rese Sohlman benestante. Questa cifra può essere confrontata con quelle dei primi Premi Nobel nel 1901, di 150˙782 Corone ciascuno. Dopo la morte di Alfred Nobel, il 10 Dicembre 1896, Sohlman fu occupato per diversi anni nel compito di realizzare la sua volontà di istituire il Premio Nobel. Poiché il testamento non conteneva criteri specifici riguardo alla selezione dei premiati ed era stato contestato dai familiari di Nobel, il compito di Sohlman fu arduo e tenne occupato a lungo lui ed i suoi consulenti. Sohlman fu un membro del comitato ad interim della Fondazione Nobel. 
La carriera di Sohlman riguardò anche mansioni da ingegnere ed imprenditore presso compagnie riconducibili a Nobel, come la Bofors. Dal 1935 al 1936 fu direttore generale della Camera di Commercio Nazionale Svedese e dal 1929 al 1946, direttore esecutivo della Fondazione Nobel. Il figlio di Sohlman è stato un diplomatico svedese, mentre suo nipote Michael Sohlman è l'attuale direttore esecutivo della Fondazione Nobel.